# دخول الولايات المتحدة للحرب العالمية الأولى

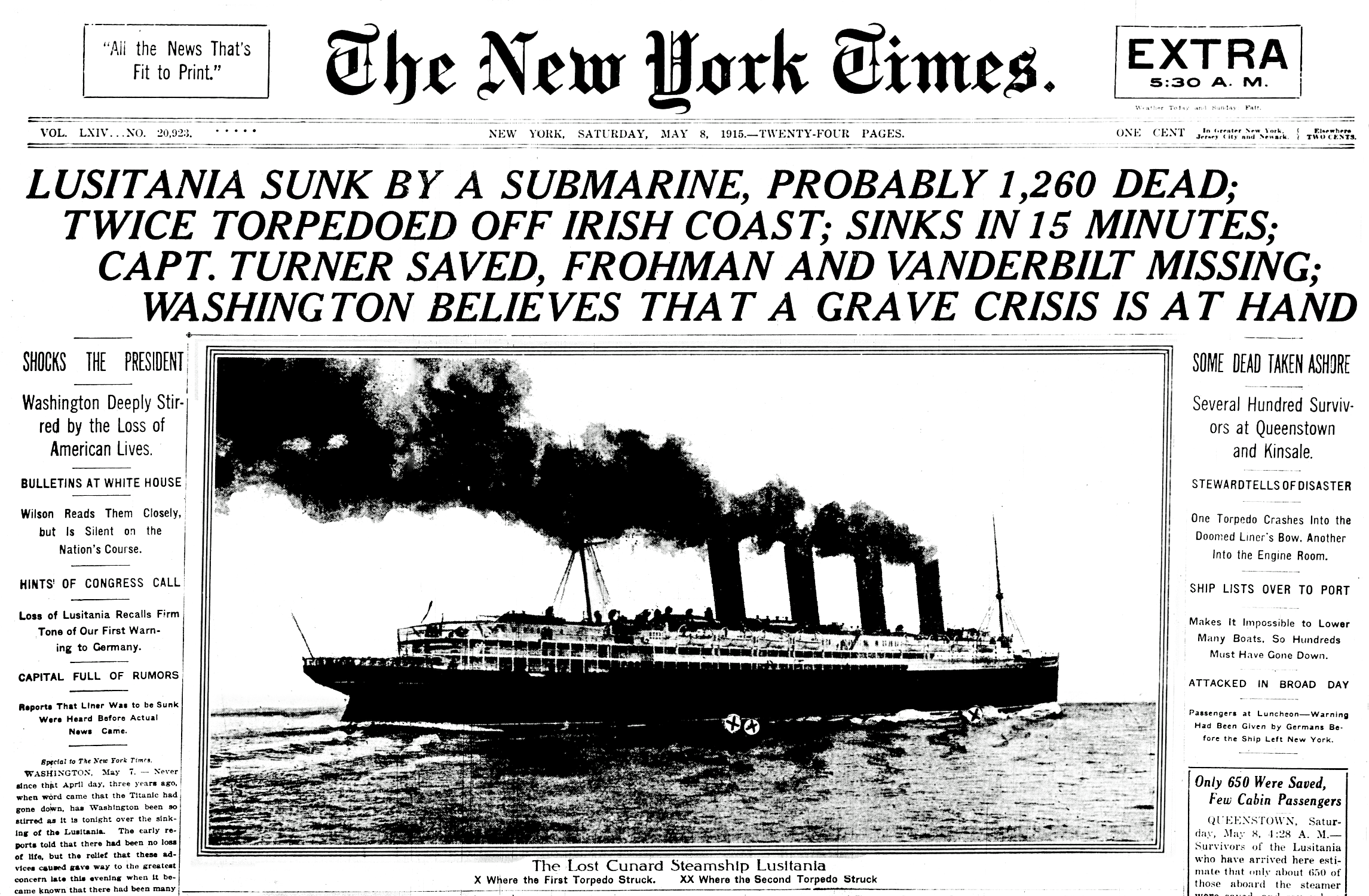
لوسيتانيا غرقت بواسطة غواصة

دخلت  الولايات المتحدة للحرب العالمية الأولى في شهر أبريل 1917، بعد سنتين ونصف من جهود الرئيس الأمريكي وودرو ويلسون في إبقاء الولايات المتحدة مُحايدة خلال الحرب العالمية الأولى.
بعيدًا عن العامل الأنجلوفيلي الذي عجّل الدعم المبكر لبريطانيا والعامل المناهض للقيصر والمتعاطف مع حرب ألمانيا ضد روسيا، فقد عكس الرأي العام الأمريكي رأي الرئيس: كان الرأي الحيادي قويًا بشكل خاص بين الأمريكيين الإيرلنديين، والأمريكيين الألمان، والأمريكيين الإسكندنافيين، إضافة إلى زعماء الكنائس والنساء بشكل عام. من ناحية أخرى، حتى قبل اندلاع الحرب العالمية الأولى كان الرأي الأمريكي أكثر سلبية تجاه ألمانيا من أي دولة أخرى في أوروبا. مع مرور الوقت، خاصة بعد ورود تقارير عن الفظائع الألمانية في بلجيكا في عام 1914 وبعد غرق سفينة الركاب آر إم إي لوسيتانيا في عام 1915، أصبح المواطنون الأمريكيون بشكل متزايد يعتبرون ألمانيا هي المعتدي في أوروبا.
عندما كانت البلاد في حالة سلام، قدّمت البنوك الأمريكية قروضًا ضخمةً لقوات الحلفاء، والتي استخدمتها بشكل أساسي لشراء الذخيرة، والمواد الخام والطعام من جميع أنحاء المحيط الأطلسي. جهّز ويلسون الحد الأدنى من الاستعدادات لحرب برية لكنه أعطى الإذن لبرنامج بناء سفن رئيسي للبحرية الأمريكية. أُعيد انتخاب الرئيس بفارق ضئيل في عام 1916 بسبب مناهضة الحرب.
في عام 1917، مع الاضطرابات السياسية التي تمر فيها روسيا، ومع انخفاض الائتمان لدول الحلفاء، بدا أن ألمانيا لها اليد العليا في أوروبا، في حين احتفظت الدولة العثمانية، حليفة ألمانيا، بأراضيها في العراق وسوريا وفلسطين الحاليين. كان الحظر الاقتصادي للحلفاء والحصار البحري قد سببا حتى ذلك الحين نقصًا في الوقود والطعام في ألمانيا، وفي تلك اللحظة قررت ألمانيا استئناف الحرب البحرية التامة. كان الهدف هو قطع سلسلة التوريد عبر الأطلسي من الدول الأخرى، على الرغم من أن القيادة العليا الألمانية أدركت أن إغراق السفن التي ترفع العلم الأمريكي سيدفع الولايات المتحدة حتمًا إلى الدخول في الحرب.
قدمت ألمانيا أيضًا عرضًا سريًا لمساعدة المكسيك في استعادة الأراضي التي فقدتها في حرب أمريكا والمكسيك في برقية مشفرة معروفة باسم برقية زيمرمان والتي اعترضتها الاستخبارات الأمريكية. أغضب نشر ذلك البيان الأمريكيين تمامًا مثل بدء الغواصات الألمانية بإغراق السفن التجارية في شمال المحيط الأطلسي. طلب ويلسون عندها من الكونغرس «حربًا لإنهاء جميع الحروب» والتي من شأنها «جعل العالم آمنًا للديمقراطية»، وصوّت الكونغرس لإعلان الحرب على ألمانيا في 6 أبريل، 1917. بدأت القوات الأمريكية عمليات قتالية كبيرة على الجبهة الغربية بقيادة الجنرال جون جي. بيرشينغ في صيف عام 1918.

## القضايا الأساسية

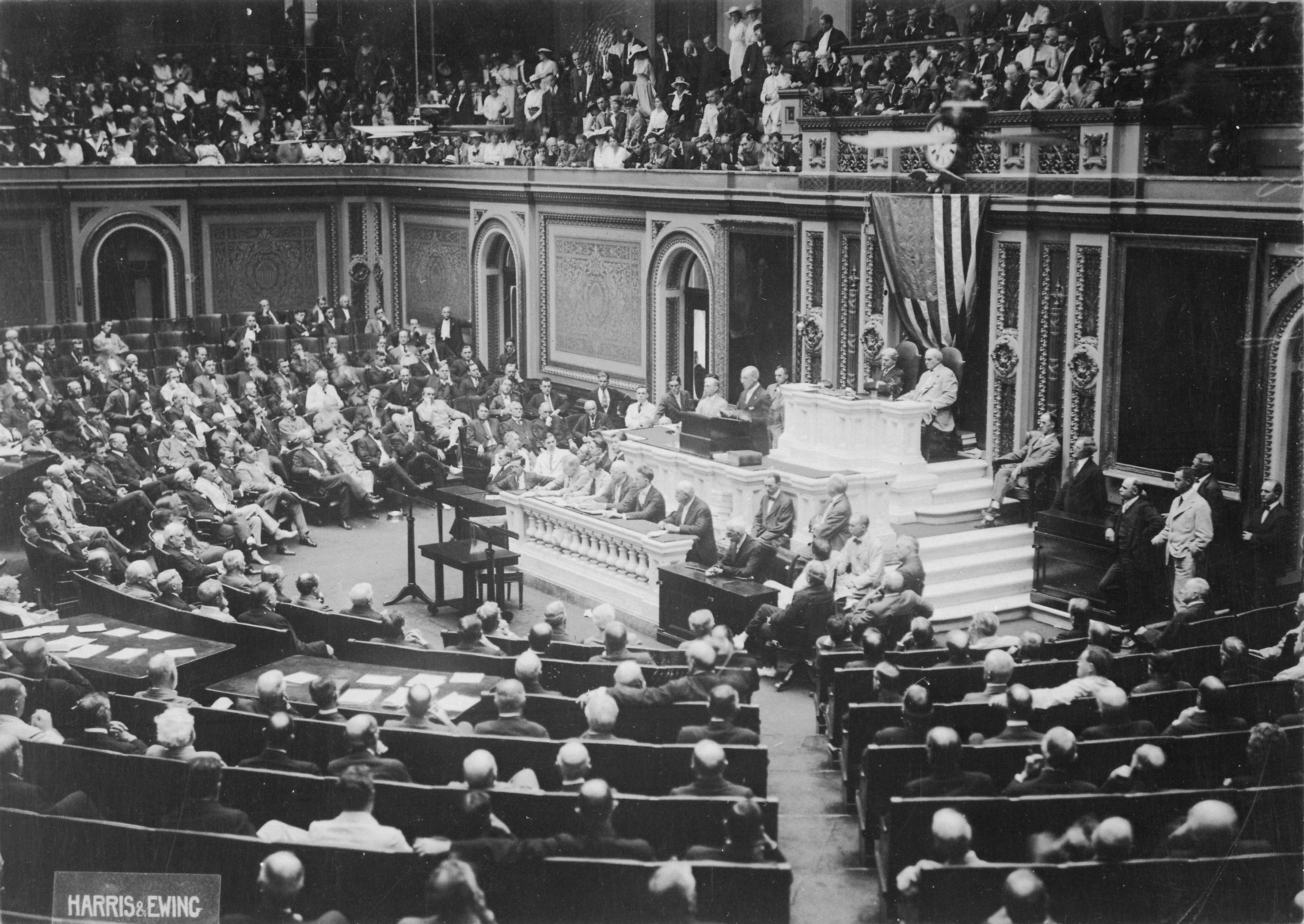
الرئيس ويلسون أمام الكونجرس يعلن قطع العلاقات الرسمية مع ألمانيا. 3 فبراير 1917.

### الحصار البحري
استخدمت بريطانيا أسطولها البحري الكبير لمنع سفن الشحن من دخول الموانئ الألمانية، وذلك بشكل أساسي من خلال اعتراضها في بحر الشمال بين سواحل إسكتلندا والنرويج. كان اتساع البحر بالقرب من بريطانيا وفرنسا، وبُعدهما من الموانئ الألمانية والحجم الأصغر لأسطول السطح الألماني هي مجموعة الأسباب التي جعلت من الصعب على ألمانيا أن ترد. وبدلًا من ذلك، استخدمت ألمانيا الغواصات لتنتظر السفن التجارية المُتجهة إلى الموانئ البريطانية والفرنسية وتُغرقها.

### الاستراتيجية المتبعة في الحصار
نجحت البحرية الملكية في إيقاف شحن معظم إمدادات الحرب والطعام إلى ألمانيا. استولت البحرية الملكية على السفن الأمريكية المحايدة التي حاولت التجارة مع ألمانيا أو جعلتها تتراجع لأنها كانت تعتبر هذه التجارة تتعارض مع جهود الحلفاء الحربية. أصبح تأثير الحصار يتضح بشكل بطيء لأن ألمانيا وحلفائها سيطرو على الأراضي الزراعية الواسعة والمواد الخام. نجح ذلك في النهاية لأن ألمانيا والنمسا والمجر قد أهلكتا إنتاجهما الزراعي من خلال اصطحاب عدد كبير من المزارعين إلى جيوشهم. بحلول عام 1918، كانت المدن الألمانية على وشك الانزلاق إلى عجز كبير في الطعام؛ وكان الجنود على الخطوط الأمامية يتلقون حصصًا غذائية صغيرة وكانت تنفد لديهم الإمدادات الأساسية.
فرضت ألمانيا أيضًا حصارًا. قال الأدميرال آلفرد فون تيربيتز، الرجل الذي بنى الأسطول الألماني والذي ظل مستشارًا رئيسيًا للقيصر فيلهلم الثاني: «تريد إنجلترا أن تجوّعنا، يمكننا لعب اللعبة ذاتها. يمكننا أن نحاصرها وندمر كل سفينة تحاول كسر الحصار». أراد تيربيتز تخويف سفن المسافرين والسفن التجارية في طريقها إلى بريطانيا، لأنه لم يكن قادرًا على تحدي البحرية الملكية الأكثر قوة منهم في البحر. عزا السبب في ذلك إلى أنه بما أن جزيرة بريطانيا اعتمدت على موارد الطعام والمواد الخام والسلع المصنعة، فإن تخويف عدد كبير من السفن كان من شأنه أن يقوض بشكل فعال قدرتها على المدى الطويل على الحفاظ على الجيش في الجبهة الغربية. في الحين الذي كانت تمتلك فيه ألمانيا تسع غواصات يو بوت في بداية الحرب، كان لديها حوض بناء سفن كبير كافي لبناء مئات السفن اللازمة. من ناحية ثانية، طلبت الولايات المتحدة من ألمانيا احترام الاتفاقات الدولية المتعلقة بمبدأ «حرية البحار»، والذي كان يحمي السفن الأمريكية المحايدة من الاستيلاء عليها أو إغراقها من قبل أي من الأطراف المتحاربة. من ناحية أخرى، أصرّت أمريكا على أن التسبب في موت المواطنين الأمريكيين الأبرياء كان أمرًا غير مبرر وأساسًا لإعلان الحرب. انتهكت البحرية الملكية بشكل متكرر حقوق أمريكا المحايدة من خلال الاستيلاء على السفن التجارية. علّق مستشار ويلسون الأول، الكولونيل إدوارد إم هاوس قائلًا: «لقد ذهب البريطانيون إلى أبعد مدى ممكن في انتهاك الحقوق المحايدة، على الرغم من أنهم فعلوا ذلك بأكثر الطرق لباقة». عندما احتج ويلسون على هذه الانتهاكات للحياد الأمريكي، تراجعت البحرية الملكية.
نسفت الغواصات الألمانية سفن الطوربيد بدون إنذار، مُسببةً غرق البحارة والمسافرين. أوضحت برلين أن الغواصات كانت ضعيفةً إلى الحد الذي جعلها لا تجرؤ على الارتفاع إلى السطح بالقرب من السفن التجارية التي قد تحمل الأسلحة وكانت أصغر من أن تتمكن من إنقاذ طاقم الغواصات. سلّحت بريطانيا معظم سفنها التجارية بأسلحة من العيار المتوسط بإمكانها أن تُغرق غواصةً، الأمر الذي يجعل الهجمات فوق المياه بالغة الخطورة. في عام 1915، حذّرت الولايات المتحدة ألمانيا من إساءة استعمال الغواصات. في 22 أبريل، حذّرت السفارة الإمبراطورية الألمانية مواطني الولايات المتحدة من الصعود على متن السفن إلى بريطانيا، والتي قد تواجه هجومًا ألمانيًا. في 7 مايو، قصفت ألمانيا سفينة الركاب البريطانية آر إم إس لوسيتانيا، متسببةً في إغراقها. تسبب هذا العمل العدواني في فقدان 1198 مواطن، من ضمنهم 128 أمريكي. تسبب غرق سفينة مسافرين كبيرة وغير مسلحة، إلى جانب القصص السابقة عن الفظائع في ألمانيا، صدمةً للأمريكيين وجعل الرأي العام عدائيًا تجاه ألمانيا، وإن كان لم يصل إلى نقطة الحرب. أصدر ويلسون تحذيرًا لألمانيا أنها ستواجه «مُساءلةً صارمةً» إذا أغرقت مزيدًا من سفن المسافرين الأمريكية المحايدة. أذعنت برلين لذلك، لتطلب من غواصاتها تجنب سفن المسافرين.
ولكن بحلول يناير عام 1917، قرر المشير بول فون هيدنبورغ والفريق الأول إريش لودندورف أن حصارًا تامًا للغواصات كان الطريقة الوحيدة لتحقيق نصر حاسم. طالبوا بأن يأمر القيصر فيلهلم باستئناف حرب الغواصات الكلية. كان ألمانيا تعلم أن هذا القرار يعني الحرب مع الولايات المتحدة، لكنهم راهنوا بأنهم يستطيعون الفوز قبل حشد أمريكا للقوات المحتملة. مع ذلك، فإنهم بالغوا في تقدير عدد السفن التي يستطيعون إغراقها وبالتالي إلى أي مدى ستضعف بريطانيا. في نهاية المطاف، لم يتوقعوا أن استخدام القوافل قد يُفشل جهودهم. كانوا يعتقدون أن الولايات المتحدة كانت ضعيفة جدًا عسكريًا لدرجة أنها لن تكون فعالةً في الجبهة الغربية لأكثر من عام. اعترضت الحكومة المدنية في برلين لكن القيصر انحاز إلى جيشه.

### الاعتبارات التجارية
تزامنت بداية الحرب في أوروبا مع نهاية ركود 1913-1914 في أمريكا. ارتفعت الصادرات إلى الدول المتحاربة بسرعة خلال السنوات الأربع الأولى من الحرب من 824,8 مليون دولار في عام 1913 إلى 2,25 مليار دولار في عام 1917. كما زادت القروض من المؤسسات المالية الأمريكية لدول الحلفاء في أوروبا بشكل كبير خلال الفترة ذاتها. ازدهر النشاط الاقتصادي في نهاية هذه الفترة إذ ساعدت الموارد الحكومية إنتاج القطاع الخاص. بين عامي 1914 و1917، زاد الإنتاج الصناعي بنسبة 32% وزاد الناتج القومي الإجمالي بنحو 20%. استمرت التحسينات التي طرأت على الإنتاج الصناعي في الولايات المتحدة بعد الحرب. أدى تراكم رأس المال الذي سمح للشركات الأمريكية بتزويد المحاربين والجيش الأمريكي إلى زيادة معدل الإنتاج على المدى الطويل حتى بعد انتهاء الحرب عام 1918.
في عام 1913، تولى جي بي مورجان الابن إدارة هاوس أوف مورغان، وهو بنك استثماري أمريكي يتألف من عمليات مصرفية منفصلة في نيويورك ولندن وباريس، بعد وفاة والده جي بييربونت مورغان. عرض هاوس أوف مورغان المساعدة في تمويل الحرب لبريطانيا وفرنسا من المراحل الأولى للحرب في عام 1914 وحتى دخول أمريكا عام 1917. وقد صُنف جي بي مورغان وشركاه، بنك هاوس أوف مورغان في نيويورك، على أنه البنك المالي الأساسي وكيل الحكومة البريطانية في عام 1914 بعد الضغط الناجح من قبل السفير البريطاني، السير سيسيل سبرينغ رايس. ولعب نفس البنك في وقت لاحق دورًا مماثلًا في فرنسا وقدم مساعدة مالية واسعة النطاق لكلتا الدولتين المتحاربتين. أصبح جي بي مورجان وشركاه المصدر الرئيسي للقروض للحكومة الفرنسية من خلال جمع الأموال من المستثمرين الأمريكيين. سيطر مورغان هارجيس، البنك الفرنسي التابع لهاوس أوف مورغان، على غالبية المعاملات المالية في زمن الحرب بين هاوس أوف مورغان والحكومة الفرنسية بعد الإصدارات الأولية للديون في الأسواق الأمريكية. أصبحت العلاقات بين هاوس أوف مورغان والحكومة الفرنسية متوترة مع احتدام الحرب مع عدم ظهور نهاية في الأفق. تضاءلت قدرة فرنسا على الاقتراض من مصادر أخرى، ما أدى إلى زيادة معدلات الإقراض وانخفاض قيمة الفرنك. بعد الحرب، في عام 1918، واصلت جي بي مورجان وشركاه مساعدة الحكومة الفرنسية ماليًا من خلال الاستقرار النقدي وتخفيف الديون.
لأن أمريكا كانت لا تزال دولة محايدة معلنة، تسببت المعاملات المالية للبنوك الأمريكية في أوروبا في قدر كبير من الخلاف بين وول ستريت والحكومة الأمريكية. عارض وزير الخارجية ويليام جينينغز برايان بشدة الدعم المالي للدول المتحاربة وأراد حظر القروض للمتحاربين في أغسطس 1914. أخبر الرئيس ويلسون أن رفض إقراض أي محارب من شأنه بطبيعة الحال تسريع إنهاء الحرب. وافق ويلسون في البداية، لكنه تراجع بعد ذلك عندما جادلت فرنسا بأنه إذا كان شراء البضائع الأمريكية قانونيًا، فمن القانوني الحصول على ائتمان على الشراء.
أصدر جيه بي مورجان قروضًا لفرنسا، بما في ذلك قرض واحد في مارس 1915، وبعد مفاوضات مع اللجنة المالية الأنجلو-فرنسية، قرض مشترك آخر لبريطانيا وفرنسا في أكتوبر 1915، بمبلغ 500 مليون دولار أمريكي. على الرغم من أن موقف حكومة الولايات المتحدة كان أن إيقاف هذه المساعدة المالية يمكن أن يعجل بنهاية الحرب وبالتالي إنقاذ الأرواح، لم يُقدم الكثير لضمان الالتزام بالحظر المفروض على القروض، ويرجع ذلك جزئيًا إلى الضغط من حكومات الحلفاء والمصالح التجارية الأمريكية.
واجهت صناعة الصلب الأمريكية صعوبات وأرباحًا متناقصة خلال ركود 1913-1914. مع بدء الحرب في أوروبا، بدأ الطلب المتزايد على أدوات الحرب فترة من الإنتاجية المتزايدة التي خففت العديد من الشركات الصناعية الأمريكية من بيئة النمو المنخفض للركود. استفادت شركة بيت لحم للصلب بشكل خاص من زيادة الطلب على الأسلحة في الخارج. قبل الدخول الأمريكي في الحرب، تستفيد هذه الشركات من التجارة غير المقيدة مع العملاء السياديين في الخارج. بعد أن أصدر الرئيس ويلسون إعلان الحرب، خضعت الشركات لضوابط الأسعار التي وضعتها لجنة التجارة الأمريكية من أجل ضمان حصول الجيش الأمريكي على الأسلحة اللازمة.
بحلول نهاية الحرب في عام 1918، أنتجت شركة بيت لحم للصلب 65000 باوند من المنتجات العسكرية المزورة و70 مليون باوند من الصفائح المدرعة و1.1 مليار باوند من الفولاذ للقذائف و20.1 مليون طلقة من ذخيرة المدفعية لبريطانيا وفرنسا. استفادت شركة بيثليهم للصلب من سوق التسلح المحلي وأنتجت 60% من الأسلحة الأمريكية و40% من قذائف المدفعية المستخدمة في الحرب. حتى مع وجود ضوابط على الأسعار وهامش ربح أقل للسلع المصنعة، فإن الأرباح الناتجة عن مبيعات زمن الحرب وسعت الشركة لتصبح ثالث أكبر شركة تصنيع في البلاد. أصبحت بيثليهم ستيل المورد الرئيسي للأسلحة للولايات المتحدة والقوى المتحالفة الأخرى مرة أخرى في عام 1939.

### آراء النخبة
يقسم المؤرخون آراء القادة السياسيين والاجتماعيين الأمريكيين إلى أربع مجموعات متمايزة؛ كانت المعسكرات في الغالب غير رسمية:
كان أول هؤلاء هم حركة عدم التدخل، وهي حركة مناهضة للحرب غير مترابطة ومتنوعة سياسيًا سعت إلى إبعاد الولايات المتحدة عن الحرب تمامًا. كان أعضاء هذه المجموعة يميلون إلى النظر إلى الحرب على أنها صدام بين القوى العظمى الإمبريالية والعسكرية في أوروبا، الذين كان يُنظر إليهم على أنهم فاسدون ولا يستحقون الدعم. كان آخرون من دعاة السلام، الذين اعترضوا لأسباب أخلاقية. وكان من بين القادة البارزين الديمقراطيين مثل وزير الخارجية السابق ويليام جينينغز برايان، ورجل الصناعة هنري فورد والناشر ويليام راندولف هيرست. الجمهوريون روبرت إم لا فوليت، عضو مجلس الشيوخ عن ولاية ويسكونسن وجورج دبليو نوريس، سناتور من ولاية نبراسكا؛ والناشطة في الحزب التقدمي جين آدامز.
في أقصى اليسار من الطيف السياسي، كان الاشتراكيون، بقيادة مرشحهم الدائم للرئاسة يوجين ف. دبس والمحاربين القدامى في الحركة مثل فيكتور ل. الصراع على أنه حرب رأسمالية يجب على العمال الأمريكيين تجنبها. ومع ذلك، بعد أن انضمت الولايات المتحدة إلى الحرب في أبريل 1917، نشأ انقسام بين الأغلبية المناهضة للحرب والفصيل المؤيد للحرب من الكتاب الاشتراكيين والصحفيين والمفكرين بقيادة جون سبارجو وويليام إنغليش والينغ وإي هالدمان-جوليوس. أسست هذه المجموعة الرابطة الاشتراكية الديمقراطية الأمريكية لتعزيز المجهود الحربي بين زملائهم الاشتراكيين.
جاء بعد ذلك الليبراليون الدوليون الأكثر اعتدالًا. دعمت هذه المجموعة المكونة من الحزبين على مضض إعلان الحرب ضد ألمانيا بهدف ما بعد الحرب المتمثل في إنشاء مؤسسات أمنية دولية جماعية مصممة لحل النزاعات المستقبلية بين الدول بشكل سلمي وتعزيز القيم الديمقراطية الليبرالية على نطاق أوسع. وقد أيدت جماعات المصالح وجهات نظر هذه المجموعات مثل رابطة فرض السلام. ومن بين أتباعه الرئيس الأمريكي وودرو ويلسون ومستشاره المؤثر إدوارد إم هاوس والرئيس السابق ويليام هوارد تافت والمخترع الشهير ألكسندر جراهام بيل والممول في وول ستريت برنارد باروخ ورئيس جامعة هارفارد أبوت لورانس لويل.
أخيرًا، كان هناك من يسمون الأطلسيون. مؤيدون بشدة للوفاق، وقد دافعوا عن التدخل الأمريكي في الحرب منذ غرق لوسيتانيا. كان دافعهم السياسي الأساسي هو إعداد الولايات المتحدة للحرب مع ألمانيا وإقامة تحالف عسكري دائم مع بريطانيا العظمى. دعمت هذه المجموعة حركة التأهب وكانت قوية بين مؤسسة الأنجلوفيل؛ وضمت الرئيس السابق ثيودور روزفلت، والجنرال ليونارد وود، والمحامي البارز والدبلوماسي جوزيف هودجز تشوت، ووزير الحرب السابق هنري ستيمسون، والصحفي والتر ليبمان، والسيناتور هنري كابوت لودج، الأب من ماساتشوستس وإليهو روت من نيويورك.

## الموقف الحيادي وأسبابه
غداة الحرب العالمية الأولى بادر الرئيس الأمريكي «ويلسون» إلى مناشدة الشعب الأمريكي بأن لا ينتصر لفريق ضد الآخر معلنا بأن الولايات المتحدة الأمريكية ستكون حيادية حيال الحرب الدائرة في أوروبا معتبرا تلك الحرب إلا واحدة من تلك الحروب الإمبريالية التي لا تنتهي.

## إعلان الولايات المتحدة الأمريكية الحرب على ألمانيا وأسبابه
إن التغير الذي طرأ على موقف الرئيس الأمريكي «ويلسون» من موقف محايد في بداية الحرب إلى إعلان الحرب على ألمانيا وحلفائها عام 1917 أي بعد مرور ما يقارب ثلاث سنوات على بداية الحرب يعود إلى عدة عوامل أهمها:
1. تشبت ألمانيا وعزمها على القيام بحرب الغواصات إلى أبعد حد مما أدى إلى إغراق الباخرة الإنجليزية«لوزيتانيا» في 07 ماي 1915 وكان على متنها 118 راكبا أمريكيا، فاحتجت الولايات المتحدة الأمريكية وصرحت بأنه لو تجدد مثل هذا العمل فستعتبره عملا غير ودي، فعدلت ألمانيا عن حرب الغواصات.
2. معاودة ألمانيا ضرب الغواصات مما أضر ببريطانيا التي اشتكت من نقص التمويل بالمواد الأولية وأزمة غذائية وقد هدفت ألمانيا بذلك إلى استسلام بريطانيا.
3. سوء العلاقات بين الولايات المتحدة الأمريكية وألمانيا بسبب خرق ألمانيا لوعودها عام 1915 مما أدى إلى قطع العلاقات الدبلوماسية عام 1917.
4. إعلان الولايات المتحدة الأمريكية على لسان الرئيس «ويلسون» في 12 مارس 1917 تسليح البواخر الأمريكية بغية الدفاع عن نفسها في حالة المواجهة.
5. قيام الغواصات الألمانية بإغراق الباخرة التجارية «فيجيلانتيا»، مما أدى بتصويت الكونغرس الأمريكي على دخول الولايات المتحدة الأمريكية الحرب في 02 أبريل 1917.
6. تحريض ألمانيا المكسيك على دخول الحرب ضد الولايات المتحدة الأمريكية مقابل استرجاع الأراضي التي أخذتها الولايات المتحدة الأمريكية منها عام 1848 (كاليفورنيا، المكسيك الجديدة)، وقد تم كشف النوايا الألمانية من خلال برقية «تسرمان».
7. رغبة الرأي العام الأمريكي ووسائل الإعلام في دخول الولايات المتحدة الأمريكية الحرب.
8. مساعي دول الوفاق في استدراج الولايات المتحدة الأمريكية إلى الحرب بهدف تغيير موازين القوى لصالحها.

## نتائج دخول الولايات المتحدة الأمريكية
1. انتقال موازين القوة بسرعة لصالح دول الوفاق على حساب دول الوسط (ألمانيا وحلفائها).
2. تقوية الحصار على ألمانيا اقتصاديا بتجنيد أكثر الدول المحايدة.
3. إجبار الولايات المتحدة الأمريكية الدول المحايدة كالنرويج والسويد وهولندا على الملاحة رغم حرب الغواصات لنقل البضائع إليهم ولدول الوفاق.
4. دخول الولايات المتحدة الأمريكية الحرب دفع قسما من دول أمريكا الجنوبية لدخول الحرب كالبرازيل، الأوروغواي، البيرو وجمهوريات أمريكا الوسطى.
5. استفادة الولايات المتحدة الأمريكية من الحرب ماليا واقتصاديا